# V537 Андромеды
V537 Андромеды (лат. V537 Andromedae) — двойная затменная переменная звезда типа Алголя (EA) в созвездии Андромеды на расстоянии приблизительно 1190 световых лет (около 365 парсеков) от Солнца. Видимая звёздная величина звезды — от +11,75m до +11,4m. Орбитальный период — около 0,9008 суток (21,618 часов).

## Характеристики
Первый компонент — жёлтый карлик спектрального класса G0V. Радиус — около 1,74 солнечного, светимость — около 3,633 солнечных. Эффективная температура — около 6037 K.